# Passage du Rhin
Pour l’article homonyme, voir Le Passage du Rhin.
Le passage du Rhin correspond à plusieurs opérations militaires tout au long de l'histoire. 

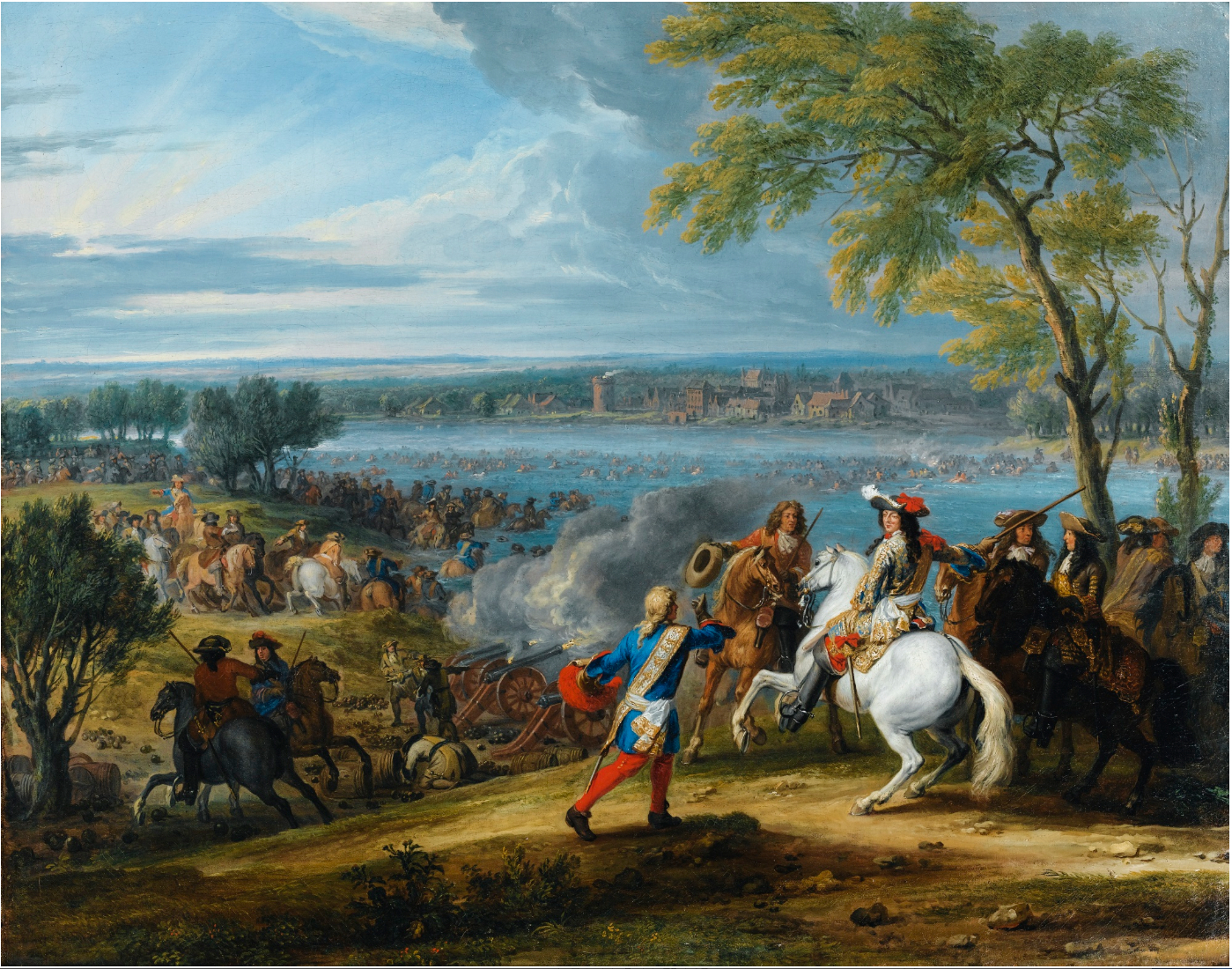
Le passage du Rhin par l'armée française (van der Meulen) le 12 juin 1672.

Le Rhin a longtemps été une barrière naturelle et son passage revêtait une importance stratégique.

## Passage de 406
Lors du déclin de l'Empire romain d'Occident, une coalition « barbare » regroupant les Vandales, les Suèves et les Alains, franchissent le Rhin gelé, frontière naturelle de l'Empire, et envahissent la Gaule (31 décembre 406 et janvier 407).

## Passage de 1640
Dans les premiers jours de janvier 1640, durant la guerre de Trente Ans, les troupes françaises effectuent le passage du fleuve au moyen de trente petits bateaux, et qui dura huit jours et huit nuits.

## Passage de 1672
Lors de la guerre de Hollande, les troupes françaises passent le fleuve à deux reprises :
- le 12 juin 1672 près de Tolhuis, commandées par le vicomte de Turenne et Louis II de Bourbon-Condé - ce dernier est sévèrement blessé en forçant le passage du fleuve. Voltaire a donné un récit détaillé de cette opération dans Le Siècle de Louis XIV ;
- puis à nouveau en 1673, menées par Turenne.

## Passage de 1742
En mars avril 1742, le roi de France décide d'envoyer des troupes dans la Bavière dévastée par les Autrichiens et de faire passer du renfort, à l'armée de Bohème. Ainsi 12 bataillons et 12 escadrons traversent le Rhin pour marcher sur Donauworth dont voici la composition :
| La 1re division, sous les ordres du duc d'Harcourt, passe le Rhin du 11 au 12 mars 1742 - Régiment de Picardie infanterie - Régiment de Nice infanterie - Régiment de La Marck infanterie - Régiment de Bresse infanterie - Régiment de Vivarais infanterie - Régiment d'Appelgrehn infanterie - 4 compagnies franches | La 2e division, sous les ordres du comte de Graville, passe le Rhin du 11 au 21 mars 1742 - Régiment de Saint-Simon cavalerie - Régiment de Rohan cavalerie - Régiment de Broglie cavalerie - Régiment de Puysieux cavalerie - Régiment de Chepy cavalerie | La 3e division, sous les ordres du marquis de Rambures, passe le Rhin du 23 mars au 2 avril 1742 - Régiment d'Auvergne infanterie - Régiment d'Orléans infanterie - Régiment d'Ouroy infanterie - Régiment de La Fère infanterie - Régiment de Languedoc infanterie - Régiment de Xaintonge infanterie - Régiment de Tournaisis infanterie - Régiment de Foix infanterie - Régiment d'Enghien infanterie | La 4e division, sous les ordres du comte d'Hérouville, passe le Rhin du 4 au 10 avril 1742 - Régiment Royal infanterie - Régiment de Noailles infanterie - Régiment de Duras infanterie - Régiment de Beauffremont infanterie |

| La 5e division, sous les ordres du marquis du Refuge, passe le Rhin du 11 au 17 avril 1742 - Régiment du Commissaire Général cavalerie - Régiment de Beaucaire cavalerie - Régiment de Maugiron cavalerie - Régiment de Languedoc dragons | La 6e division, sous les ordres du comte de Buckeley, passe le Rhin du 12 au 20 avril 1742 - Régiment de Normandie infanterie - Régiment de Bretagne infanterie - Régiment de Médoc infanterie - Régiment de Brie infanterie - Régiment d'Agénois infanterie | La 7e division, sous les ordres du vicomte du Chayla, passe le Rhin du 19 au 21 avril 1742 - Régiment de Noailles cavalerie - Régiment d'Harcourt dragons |

## Passage de 1743
Durant la guerre de Succession d'Autriche, l'armée autrichienne de François de Lorraine tente plusieurs fois mais sans succès de traverser le Rhin :
- dans la nuit du 3 au 4 septembre 1743 les Autrichiens installent une tête de pont et débarquent dans l'île de Reignac devant Vieux-Brisach;
- une tentative simultanée a lieu entre Bamlach et Rheinweiler. Le 17 octobre 1743, le Prince de Lorraine qui s'oppose au maréchal de Coigny et au général Claude-Guillaume Testu abandonne et ramène son pont sur la rive orientale du Rhin.

## Passages pendant les guerres de la Révolution et de l'Empire
Durant les guerres de la Révolution, les troupes françaises franchissent à plusieurs occasions le fleuve :
- une première fois en octobre 1792 (occupation temporaire de Francfort par Custine) puis fin 1794 lors de l’invasion de la Hollande par Pichegru, et enfin en septembre 1795 par Jourdan et Pichegru ;
- après le double franchissement de mai-juin 1796 (par les généraux Jourdan et Moreau), les forces françaises de la République commandées par Hoche traversent le fleuve le 18 avril 1797 près de Neuwied, la rencontre donnant lieu à la bataille de Neuwied, tandis que Moreau franchit le fleuve en amont ;
- le 1er mars 1799, Jourdan traverse le Rhin au niveau de Kehl
- entre le 27 avril et le 2 mai 1800, 100 000 hommes de l'armée française, commandés par le général Moreau traversent une nouvelle fois le fleuve pour se confronter aux Autrichiens, qu'ils rencontrent lors de la bataille de Stockach.

Pendant la guerre de la Sixième Coalition, en décembre 1813, le passage du Rhin par les armées coalisées marque le début de la campagne de France. L'Armée du Nord, composée de forces britanniques (en), prussiennes et russes, vient mettre le siège devant Anvers en janvier 1814. D'autres armées coalisées entreprennent le siège de Mayence, celui de Strasbourg et celui de Huningue.

## Passages durant la seconde Guerre Mondiale
Durant la Seconde Guerre mondiale, une première tentative de passage du Rhin par les Alliés, l'opération Market Garden, en septembre 1944, est un échec. La seconde tentative, en mars-avril 1945, grâce à la prise du pont de Remagen intact le 7 mars, permet aux Alliés un premier franchissement du fleuve au sud. Plus au nord, près de Rees, 80 000 soldats anglo-américains passent le fleuve dans une opération nautique doublée d'une attaque aéroportée. Ces offensives conduisent, moyennant la réduction de la poche de la Ruhr, à la prise de contrôle du cœur industriel de l'Allemagne nazie.

## Dans les arts

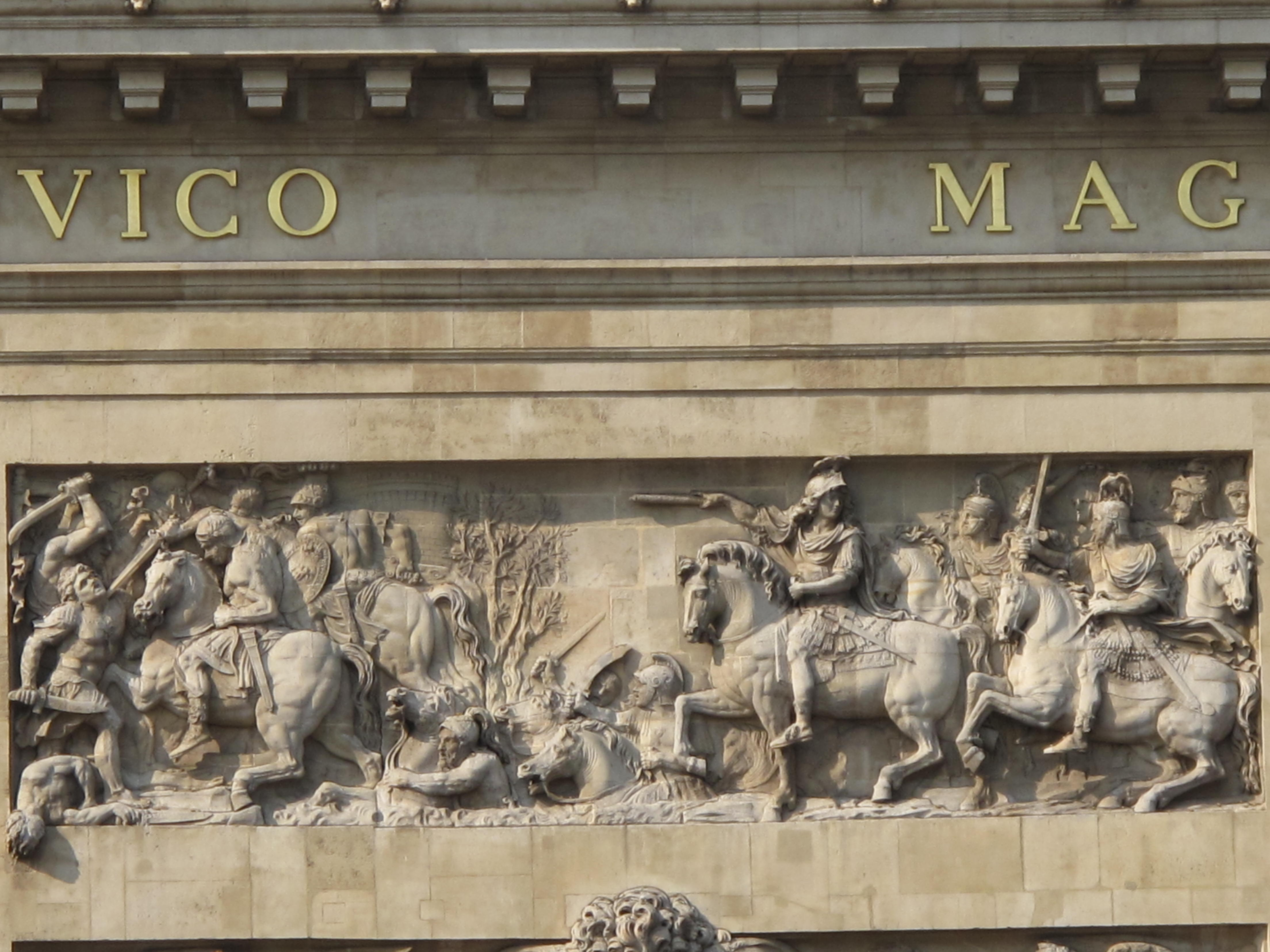
Face sud de la porte Saint-Denis, Paris

Ces opérations militaires ont plusieurs fois été illustrées par des artistes. Parmi ceux-ci, les peintres officiels chargés d'immortaliser les batailles et hauts faits des rois de France ou de la République :
- Le Passage du Rhin par Louis XIV devant Tolhuis le 12 juin 1672 par Adams Frans Van der Meulen ;
- Passage du Rhin par l'armée de Louis XIV (12 juin 1672) par Joseph Parrocel ;
- Premier passage du Rhin par l'armée française commandée par Jourdan et Kléber, à Düsseldorf dans le duché de Berg, le 6 septembre 1795 par Louis-François Lejeune.

Le passage du Rhin par Louis XIV est également représenté sur le bas-relief de la face sud de la porte Saint-Denis à Paris.
Un chant militaire français d'époque incertaine, Les Dragons de Noailles, évoque le passage du Rhin par l'armée du maréchal de Turenne :
Ils ont traversé le Rhin

Avec monsieur de Turenne...
La défense du Rhin contre l'envahisseur français est évoquée dans deux chants patriotiques allemands, tous deux de 1840, Die Wacht am Rhein (« La garde au Rhin ») de Max Schneckenburger et Rheinlied (« Chant du Rhin ») de Nikolaus Becker . Le poète français Alfred de Musset réplique au second par un chant satirique, Le Rhin allemand :
Nous l'avons eu, votre Rhin allemand,

Il a tenu dans notre verre...